# C/2009 C5 (SOHO)
C/2009 C5 (SOHO) – kometa jednopojawieniowa odkryta na zdjęciach SOHO przez Marka Kałużnego. Została odkryta 11 lutego 2009 roku. Należy do grupy komet Kreutza.